# Zula
Zula (in tigrè ዙላ; in arabo زولا) è una piccola città dell'Eritrea.

## Geografia fisica
Zula è posta a circa 60 km a sud di Massaua, nella Dancalia settentrionale, al fondo dell'ampio golfo omonimo del Mar Rosso e nelle immediate vicinanze della foce del fiume Haddas che scende dall'altopiano eritreo.

## Storia
Zula era una piccola località sul mar Rosso quando fu scelta nel 1868 quale base della spedizione britannica comandata da Lord Napier contro l'imperatore etiopico Teodoro, per liberare ambasciatori ed uomini di affari inglesi arbitrariamente trattenuti dal Negus. Teodoro fu sconfitto a Magdala e si uccise per non cadere prigioniero. Per sostenere la spedizione, gli Inglesi costruirono un breve tronco ferroviario ed una strada fino a Senafè.
Nel 1888 con il ritiro degli Egiziani, Zula fu incorporata nella Colonia eritrea.

## Archeologia
A pochi chilometri da Zula si estendono le rovine di Adulis, antico porto del Regno di Axum. Adùli era tributario del Regno d'Egitto come attestano le iscrizioni a Tebe di Tutmosis II. Esso divenne, poi, lo sbocco sul mare delle tribù etiopiche riunite nel Regno di Axum e seguì il destino di splendore, prima e di decadenza, poi di quel regno.
Gli scavi (1906 e 1924) posero in luce diverse stratificazioni di edifici. Sopra un antichissimo centro abitato è sovrapposta la città precristiana e, su questa, la città cristiana axumita. Le rovine si estendono su uno spazio molto vasto a conferma dell'importanza di Adùli nei tempi antichi. Gli scavi hanno portato alla luce una numerosa e ricca suppellettile, vasellame e monete etiopiche d'oro e di bronzo. I reperti sono principalmente raccolti nel Museo Archeologico eritreo di Asmara.

## Valorizzazione agricola
L'utilizzo delle acque del fiume Haddas venne tentato già durante il periodo coloniale italiano, ma fu dopo la fine della seconda guerra mondiale che una impresa italiana, in conto riparazioni di guerra, costruì una diga di sbarramento poco a monte di Zula, creando un lago di 17 milioni di m3 le cui acque vennero utilizzate a fini idroelettrici e soprattutto per irrigare circa 8000 ettari di terreno pianeggiante. Questo opera di valorizzazione è stata vanificata per i danni provocati dalla guerra di indipendenza eritrea e, finora, non ne è stato tentato il recupero.